# Brunntjärnen, Värmland
Brunntjärnen är en sjö i Grums kommun i Värmland och ingår i Göta älvs huvudavrinningsområde.